# Malpighia pasorealensis
Malpighia pasorealensis är en tvåhjärtbladig växtart som beskrevs av F. K. Meyer. Malpighia pasorealensis ingår i släktet Malpighia och familjen Malpighiaceae. Inga underarter finns listade i Catalogue of Life.